# Sarkomer

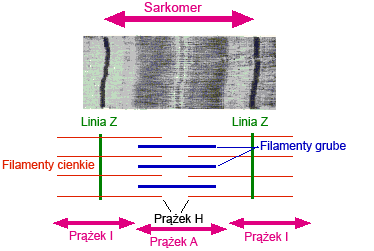
Obraz sarkomeru w mikroskopie polaryzacyjnym i schemat jego budowy.

Sarkomer (mion, z gr. σάρξ sarks "mięso, ciało", μέρος meros "część"; μῦς mys "mięsień") – podstawowa jednostka czynnościowa mięśnia poprzecznie prążkowanego oraz podstawowa jednostka kurczliwa budującą miofibryle.
Przyjmuje się, że sarkomer leży pomiędzy prążkami (liniami) Z, które regularnie powtarzają się w mięśniu. Zbudowane są z α-aktyniny i desminy. Obejmuje on jeden cały prążek anizotropowy oraz sąsiadujące z nim dwie połówki prążka izotropowego. 
W obrębie sarkomeru można wyróżnić odcinki anizotropowe (tak zwany prążek lub odcinek A) i izotropowe (prążek/odcinek I) zależnie od zdolności do załamywania światła w mikroskopie polaryzacyjnym. Część środkowa wykazuje zdolności do podwójnego załamania światła (odcinek A) co sprawia, że jest ciemniejsza, a części końcowe są jednołomne (odcinek I) a więc jaśniejsze. Długość sarkomeru wynosi ok. 2-3μm.
W budowie sarkomeru pod mikroskopem elektronowym można zaobserwować także przejaśnienie w obrębie odcinka A zwane prążkiem H, a w nim linię M(utworzoną przez miomezynę utrzymującą uporządkowane położenie miofilamentów grubych w sarkomerze)
Sarkomer jest w istocie złożonym kompleksem kilkunastu białek, które tworzą dwa podstawowe filamenty:
- filamenty grube, składające się z miozyny i tytyny kotwiczącej filament w prążku Z[4];
- filamenty cienkie, składające się z aktyny, troponiny i tropomiozyny zakotwiczonych końcem plus za pomocą czapeczek Z w liniach Z[4]. Połączenie to zachodzi dzięki α-aktyninie, wikulinie i nebulinie.

Wzajemne oddziaływania między obu typami filamentów, pod wpływem jonów wapnia powodują skurcz sarkomerów i co za tym idzie również skurcz całych mięśni.

Schemat sarkomeru podczas 1) rozkurczu oraz 2) skurczu.